# Condado de Randolph (Illinois)
El condado de Randolph es un condado estadounidense, situado en el estado de Illinois. Según el censo de los Estados Unidos del 2000, la población es de 33 893 habitantes. La cabecera del condado es Chester.

## Geografía
Según la Oficina del Censo de los Estados Unidos, el condado tiene un área total de 1546 km² (597 millas²). De éstas 1497 km² (578 mi²) son de tierra y 49 km² (19 mi²) son de agua. 

### Colindancias
- Condado de St. Clair - norte
- Condado de Washington - noreste
- Condado de Perry - este
- Condado de Jackson - sureste
- Condado de Perry (Misuri) - sur
- Condado de Ste. Genevieve (Misuri) - suroeste
- Condado de Monroe (Illinois)Condado de Monroe - noroeste

## Historia
El condado de Randolph se separó del condado de St. Clair en 1795, su nombre es en honor de Edmund Randolph, primer fiscal general de los Estados Unidos, gobernador de Virginia y secretario de Estado de los Estados Unidos.

## Demografía
Según el censo del año 2000, hay 33 893 personas, 12 084 cabezas de familia, y 8362 familias que residen en el condado. La densidad de población es de (23/km²). hab/km² 59 hab/mi²). La composición racial tiene:
- 88.71% Blancos (No hispanos)
- 1.54% Hispanos (Todos los tipos)
- 9.29% Negros o Negros Americanos (No hispanos)
- 0.81% Otras razas (No hispanos)
- 0.24% Asiáticos (No hispanos)
- 0.76% Mestizos (No hispanos)
- 0.16% Nativos Americanos (No hispanos)
- 0.04% Isleños (No hispanos)

Hay 12 084 cabezas de familia, de los cuales el 31 % tienen menores de 18 años viviendo con ellos, el 56 % son parejas casadas viviendo juntas, el 9.20 % son mujeres que forman una familia monoparental (sin cónyuge), y 30.80% no son familias. El tamaño promedio de una familia es de 2.46 miembros.
En el condado el 22% de la población tiene menos de 18 años, el 9.60% tiene de 18 a 24 años, el 30.40% tiene de 25 a 44, el 22.30% de 45 a 64, y el 15.60% son mayores de 65 años. La edad media es de 38 años. Por cada 100 mujeres hay 116.4 hombres. Por cada 100 mujeres mayores de 18 años hay 119.9 hombres.
Tabla de la evolución demográfica:
|       | 1900   | 1910   | 1920   | 1930   | 1940   | 1950   | 1960   | 1970   | 1980   | 1990   | 2000   |
| ----- | ------ | ------ | ------ | ------ | ------ | ------ | ------ | ------ | ------ | ------ | ------ |
| TOTAL | 28 001 | 29 120 | 29 109 | 29 313 | 33 608 | 31 673 | 29 988 | 31 379 | 35 652 | 34 583 | 33 893 |

## Economía
Los ingresos medios de un cabeza de familia el condado es de $37,013, y el ingreso medio familiar es $44,766.00 Los hombres tienen unos ingresos medios de $30,837 frente a $21,501 de las mujeres. El ingreso per cápita del condado es de $17,696.00 El 10.00% de la población y el 7.10% de las familias están debajo de la línea de pobreza. Del total de gente en esta situación, 14.10% tienen menos de 18 y el 8.50% tienen 65 años o más.

## Ciudades y pueblos
| - Baldwin - Chester - Coulterville - Ellis Grove - Evansville - Kaskaskia | - Percy - Prairie du Rocher - Red Bud - Rockwood - Ruma | - Sparta - Steeleville - Tilden |

### Lugares designados por el censo
| - Glenn - Grigg - Menard - Modoc - Schuline | - Walsh - Welge - Wine Hill |